# Settimo Milanese
Settimo Milanese is een gemeente in de Italiaanse metropolitane stad Milaan (regio Lombardije) en telt 17.853 inwoners (31-12-2004). De oppervlakte bedraagt 10,8 km², de bevolkingsdichtheid is 1712 inwoners per km².

## Demografie
Settimo Milanese telt ongeveer 6994 huishoudens. Het aantal inwoners steeg in de periode 1991-2001 met 14,0% volgens cijfers uit de tienjaarlijkse volkstellingen van ISTAT.
| Jaar | Inwoneraantal |
| ---- | ------------- |
| 1991 | 15.036        |
| 2001 | 17.134        |

## Geografie
Settimo Milanese grenst aan de volgende gemeenten: Rho, Milaan, Cornaredo, Cusago.